# 董家口火车站 (地铁)
董家口火车站是青岛地铁西海岸快线的地铁车站，位于中华人民共和国山东省青岛市黄岛区董家口站前广场地下，为西海岸快线西端终点站，于2018年12月26日开通。

## 车站构造

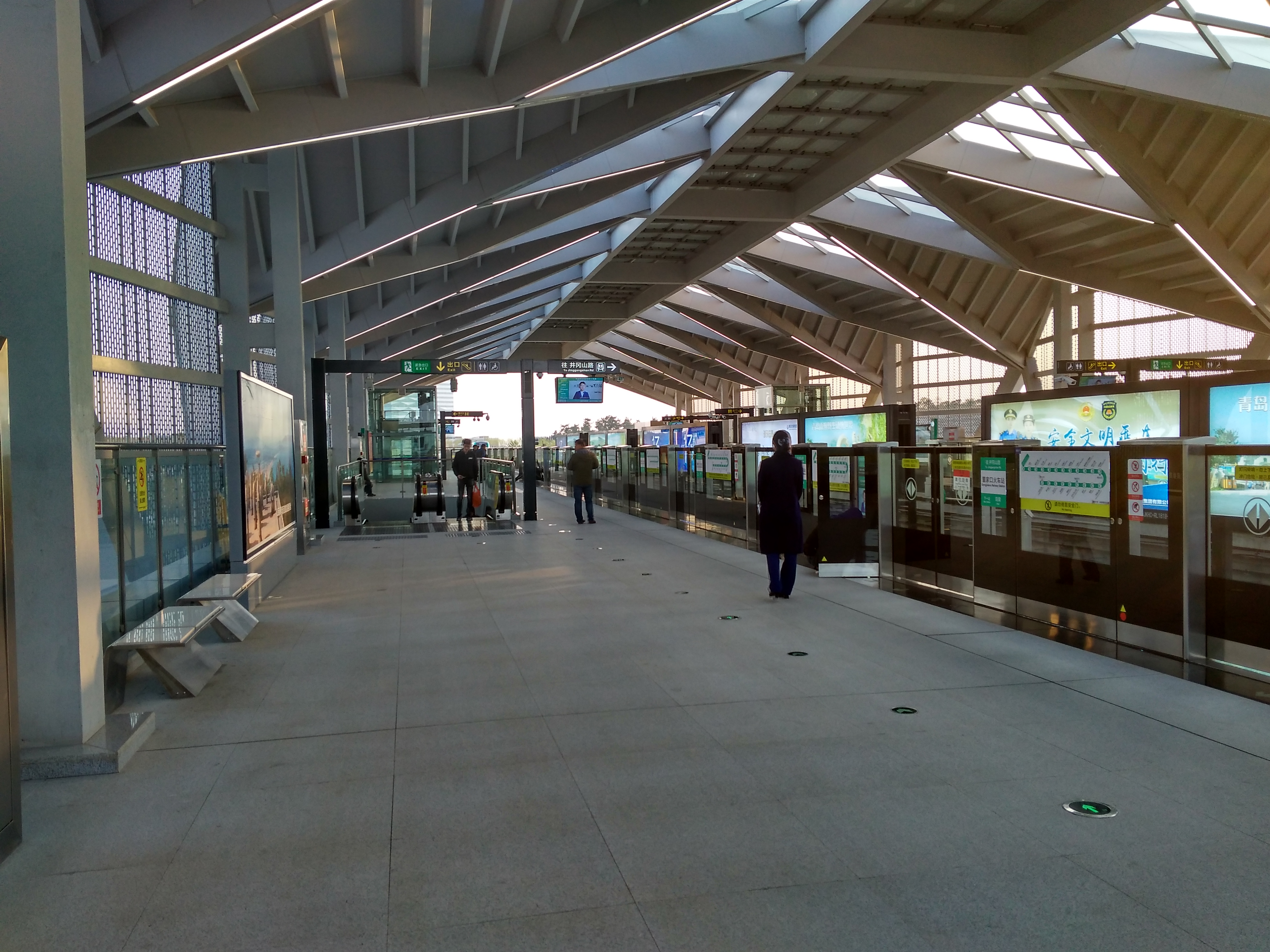
站台

地铁董家口火车站位于董家口站前广场地下，呈东西走向，为地上两层侧式站台车站，车站长75米，宽24米，车站地面为站厅层，地上二层为站台层，站台设置半高站台门。车站东侧设有一条单渡线，西侧设有一组交叉渡线，供列车折返使用，并设出入段线连通董家口停车场。
| 地上二层          | 站台         | \| 側式 · 開右邊车门 \| \| \| \| \| \| 西海岸快线落客 \| \| \| \| 西海岸快线往嘉陵江西路（泊里） \| \| 側式 · 開右邊车门 \| \| \| |
| 地面              | 出入口及站厅 | A出入口、客服中心、自动售票机、验票机                                                                                             |
| 側式 · 開右邊车门 |              | |
|                   |              | 西海岸快线落客 |
|                   |              | 西海岸快线往嘉陵江西路（泊里） |
| 側式 · 開右邊车门 |              | |

## 出入口
地铁董家口火车站仅设1个出入口，周围设施如下所示：
| 编号                | 指示       | 建议前往的目的地     | 图片 |
| ------------------- | ---------- | -------------------- | ---- |
| A · 出口 · （设有） | 贡北路(北) | 铁路董家口站，七谷墩 |      |
| 图例： 设有         |            |                      |      |

## 接驳交通

### 铁路
- 国铁青盐铁路董家口站

### 公交车
- 董家口火车站公交停车场：黄岛62路，黄岛63路，黄岛65路，黄岛901路，黄岛902路，黄岛905路，青滨附属医院直通车

## 车站历史
本站工程名与正式站名均为董家口火车站，以车站临近的国铁车站命名。
- 2018年12月26日，车站随西海岸快线（时称13号线）一期和二期南段通车开通[1]。